# Frasers (warenhuis)
Frasers is een warenhuisketen van de Frasers Group. De Frasers-warenhuizen zijn gepositioneerd in het luxe marktsegment en richten zich op merken, ervaringen en diensten.  

## Geschiedenis
In mei 2019 werd in de pers vermeld dat CEO Mike Ashley van de Frasers Group van plan was de volgende generatie lifestyle-winkels te openen onder de naam Frasers. De strategie van Frasers is om de consument een superieure winkelervaring te laten beleven. Het concept werd als eerste uitgerold in de oorspronkelijke Frasers in Glasgow. De formule Frasers zou warenhuizen openen op nieuwe locaties en gebruikt worden voor een aantal om te bouwen House of Fraser-winkels. De Frasers-warenhizen worden gepositioneerd in het luxe marktsegment en richten zich op merken, ervaringen en diensten. 
Naast de vlaggenschiplocatie in Glasgow werd op 8 mei 2019 de geplande ombouw van de House of Fraser in Belfast naar de Frasers-formule aangekondigd. Er zou ook een winkel in Liverpool worden geopend. Op 3 oktober 2019 werd aangekondigd dat een nieuwe Frasers-winkel van 8.700 m² in het Mander Centre in Wolverhampton zou worden geopend in een pand dat tot begin 2020 een Debenhams-warenhuis huisvestte. Tegelijkertijd werd de sluiting van de Beatties-winkel van 34.900 m2 bevestigd.
In januari 2020 werd aangekondigd dat in het House of Fraser in het winkelcentrum Meadowhall in Sheffield een aanzienlijke investering zou worden gedaan om het filiaal om te bouwen tot een Frasers-winkel. Het project werd geleid door Michael Murray, Head of Elevation van de groep.
Uiteindelijk werd in 2021 de eerste Frasers geopend in het Mander Centre van Wolverhampton. Deze winkel, een geesteskind van Mike Ashley, eigenaar van de Frasers Group, is naar eigen zeggen de "Harrods van de High Street". De winkel omvat verschillende winkelformules van de Frasers Group: Frasers, Sports Direct, FLANNELS, Evans Cycles, Verschillende voormalige House of Fraser-winkels zijn sinds de opening van de vlaggenschipwinkel in Wolverhampton omgebouwd tot het Frasers-formaat. In 2023 lanceerde Frasers zijn eigen website, frasers.com, nadat hij twee jaar gebruik had gemaakt van de website van House of Fraser. 
In september 2023 werd een nieuwe Frasers-vestiging geopend in het winkelcentrum Chantry Pace in Norwich, waarbij de formules Sports Direct, USC, Evans Cycles, Game en Belong van de Fraser's Group met elkaar onder één dak zijn ondergebracht. Het warenhuis telt 3 verdiepingen en heeft een oppervlakte van bijna 9.300 m².

## Filialen
Begin 2024 heeft Frasers filialen in:
- Blackpool (2022, voorheen Debenhams)
- Glasgow
- Sheffield
- Middelsbrough
- Derby
- Wolverhampton (geopend 2021, voorheen Debenhams)
- Norwich
- Derry (geopend 2021)

In Ierland zijn er filialen in:
- Derby (geopend 2022)
- Newbridge
- Cork.[4] (geopend 2022)